# Еміліо Мола
Еміліо Мóла Відаль (ісп. Emilio Mola Vidal; 9 червня 1887 або 9 липня 1887, Пласетас, Генерал-капітанство Куба — 3 червня 1937, Алькосеро-де-Мола, Кастилія та Леон) — іспанський військовий та державний діяч, воєначальник, бригадний генерал. Один з лідерів заколотників під час громадянської війни 1936—1939 років.

## Ранні роки
Народився на Кубі, що була тоді іспанською колонією. Батько — капітан Громадянської гвардії (жандармерії), який проходив службу на Кубі й одружився з місцевою уродженкою. Після поразки Іспанії у війні з США в 1898, що спричинило втрату Куби, сім'я переїхала до Іспанії. У 1904—1907 роках Еміліо здобув освіту в Толедському піхотному училищі, після успішного закінчення якого отримав звання лейтенанта.

## Військова служба
Проходив військову службу в піхотному полку Байлена, що брав участь у колоніальній війні в Марокко у складі піхотного полку Мелільї, відзначився у кампанії 1909 року. З 1 серпня 1911 служив у марокканських стрілецьких частинах (Las Fuerzas Regulares Indígenas). У 1912 був тяжко поранений у стегно й за військові відзнаки в бойових діях на рівнині Зайо отримав звання капітана. Після повернення у стрій був направлений до піхотного полку Серіньйоли, з яким брав участь у боях в Північній Африці (у тому числі в районі Тетуана). Знову відзначився й був підвищений до майора.

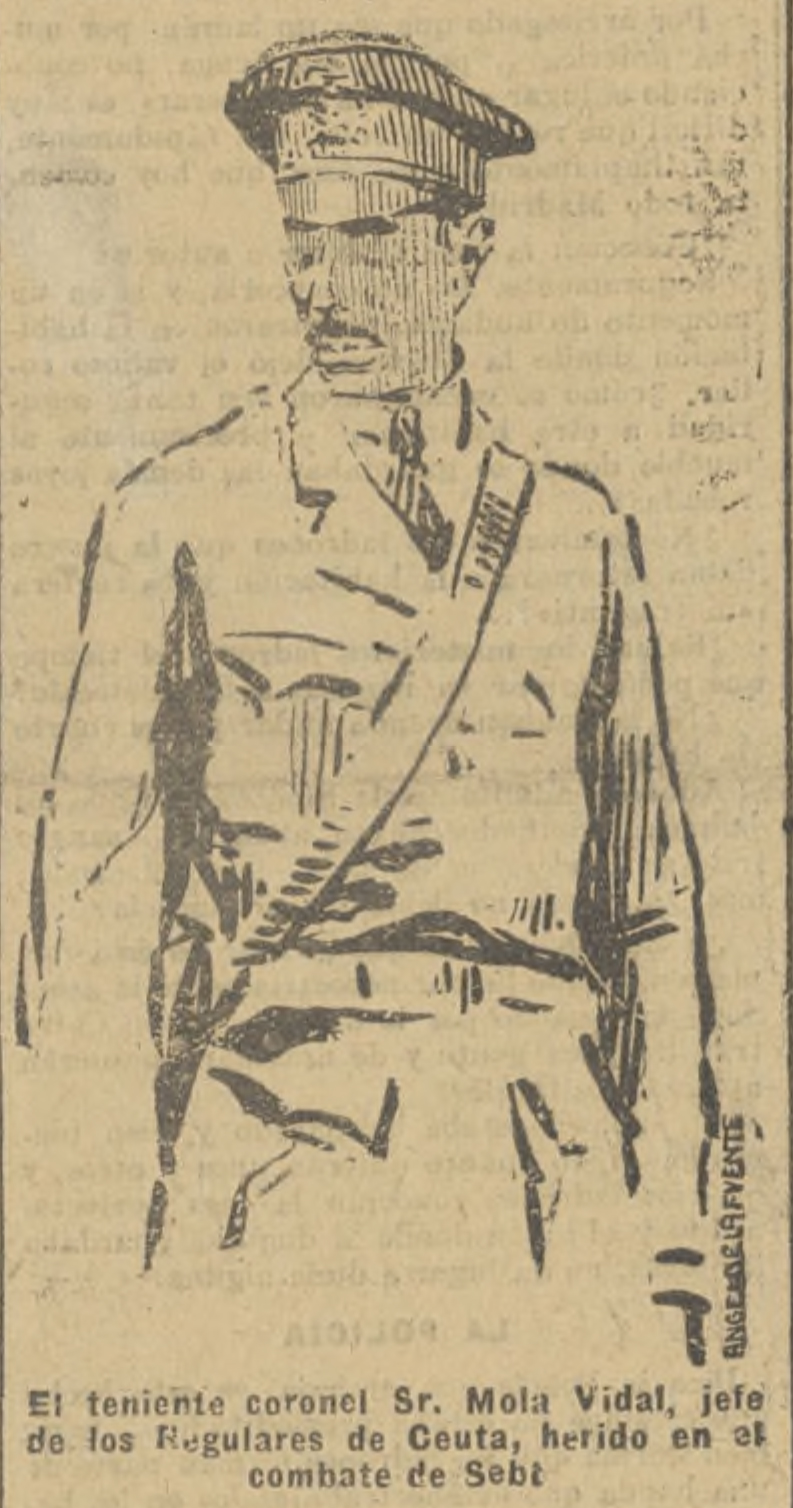
«Підполковник пан Мола Відаль, начальник регулярних сил Сеути, поранений у бою при Себті». Публікація у газеті «El Liberal», 5 жовтня 1921 р.

З 1915 — командир добровольчого батальйону «Альба де Тормес» в Барселоні, через два з половиною роки був переведений до Мадриду, а звідти знову до іспанського Марокко — в Сеуту, де знову воював у підрозділі regulares. У 1919—1920 роках брав участь у багатьох боях проти марокканців, у червні 1921 року йому було присвоєно чин підполковника, він отримав призначення до піхотного полку Андалузії в Сантандері. Проте вже через три місяці він повернувся до лав regulares Мелільї, та відзначився під час операції у Дар-Акоба. Незабаром підвищений до полковника (в цьому чині командував піхотним полком Мелільї), а в 1927 році — до бригадного генерала з призначенням командувачем військ у Лараче (на атлантичному узбережжі Марокко). Успішна військова кар'єра Моли була зумовлена його здобутками у бойових діях в Північній Африці (він не лише отримував за хоробрість позачергові підвищення по службі, а й відзначався нагородами, включно з особливо почесними — особисту Військову медаль). Іншим відомим молодим «африканським» генералом того часу був Франсіско Франко.
1930 року консервативно налаштований генерал Мола був директором безпеки, його діяльність у цій якості налаштувала проти нього соціалістів та лібералів (у 1930—1931 одним із гасел революціонерів був «Розстріляти Молу»). У цей час він займався реорганізацією поліцейських частин, зокрема створенням штурмової гвардії. У 1931 році, після повалення монархії, він був ув'язнений, у 1932 році, після військового виступу правого генерала Хосе Санхурхо був звільнений у відставку. У цей період займався публікацією статей, зокрема з метою заробітку. У той же час Мола отримав популярність як військовий теоретик. В 1932 він опублікував книгу «Досліди», в якій виступив прихильником реорганізації іспанської армії на професійній основі. Британський історик Х'ю Томас назвав Молу «відданим справі генералом з літературним складом розуму».
В 1933 Мола був амністований та повернутий до армії, служив в Генеральному штабі під керівництвом генерала Франко. У 1935 році правоцентристський уряд, міністром оборони в якому був лідер правої партії Іспанська конфедерація незалежних правих Хосе Марія Хіль-Роблес, призначив його командувачем військ у Мелільї, а потім головнокомандувачем іспанськими збройними силами в Марокко. Після того, як у лютому 1936 року на парламентських виборах в Іспанії переміг лівий Народний фронт, генерал Мола був призначений на периферійну посаду командувача військ у Памплоні (Наварра). У цей же час Франко перемістили на аналогічну посаду на Канарські острови — там лівий уряд намагався видалити з ключових постів нелояльних воєначальників.

## Організатор змови

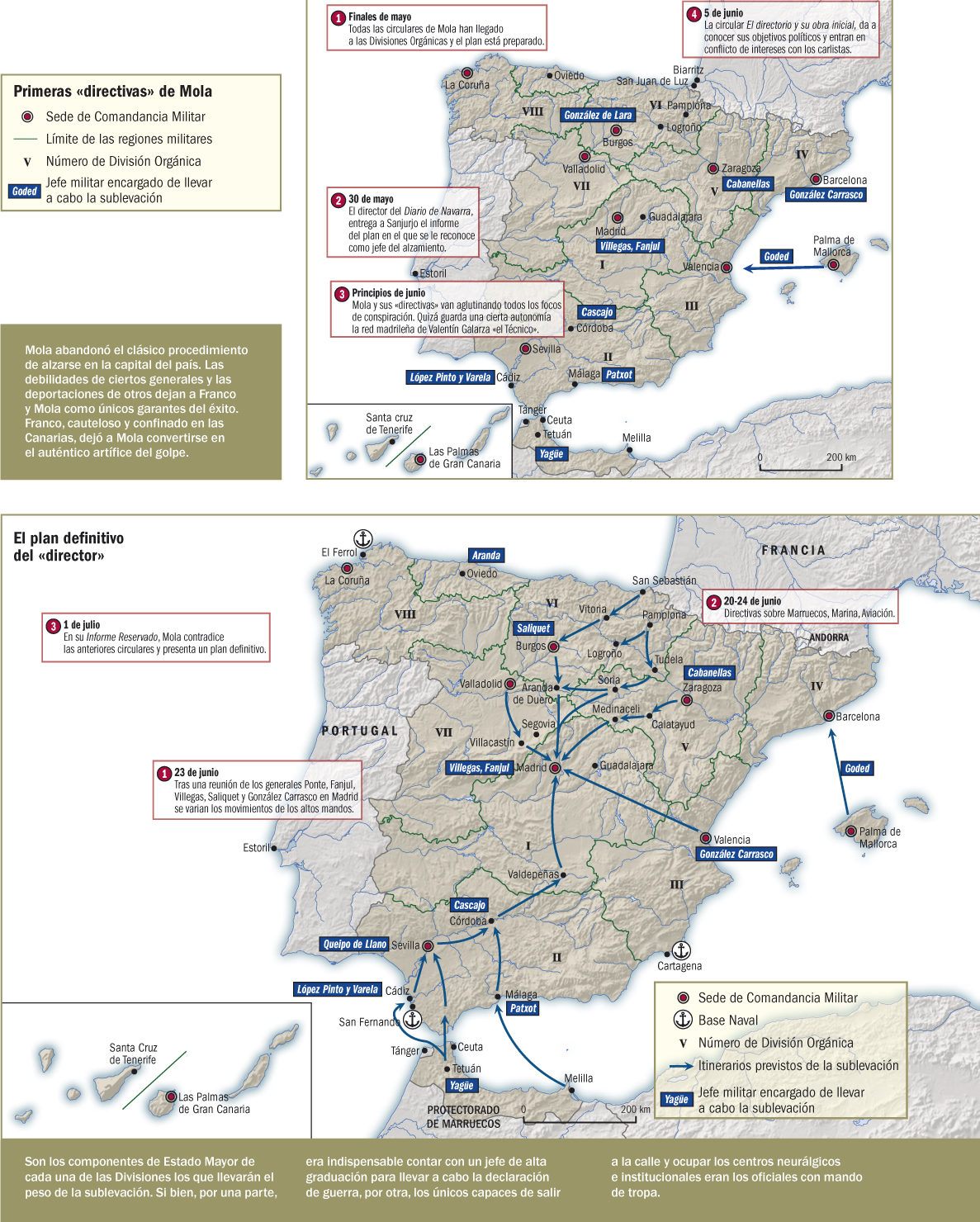
Карти, які показують плани Мола щодо здійснення державного перевороту, який мав повалити Другу республіку.

Проте дії влади не завадили Моле стати одним із найвидатніших організаторів військової змови проти уряду Народного фронту. Ба більше, призначення Моли до Наварри дозволило йому налагодити відносини з найбільш консервативною частиною монархічного руху, що мала там значний вплив, — карлістами, які потім активно підтримали військовий виступ під керівництвом Франко (при цьому сам Мола був прихильником республіканської форми правління).
Еміліо Мола став головним координатором підготовки військового заколоту. Соратники з повагою іменували Молу «Директором».
5 червня 1936 Мола представив іншим учасникам змови план повстання, в якому передбачалося створення «директорії» з президента і чотирьох членів та призупинення дії Конституції. План Моли передбачав також рішуче придушення всіх політичних та військових сил, які могли б перешкодити успіху виступу, а також «зразкові покарання» політичних супротивників.
Незважаючи на конспірацію, чутки про змову поширювалися країною. 16 липня 1936 року вірний республіці начальник Моли генерал Домінго Батет викликав його у свій штаб і запропонував залишити Памплону, мотивуючи це можливим замахом на Молу з боку анархістів. Крім того, Батет зажадав від Моли дати слово честі, що не виступить проти республіки. На це Мола дав слово, що не збирається вплутуватися в авантюри — це формулювання дозволило йому продовжити участь у змові, яку він не вважав «авантюрою». Незважаючи на підозри, Батет дозволив Молі повернутися до Памплони. Того ж дня Мола розіслав учасникам змови телеграму з кодовим сигналом на початок виступу: «Сімнадцятого о сімнадцятій. Директор».

## Громадянська війна

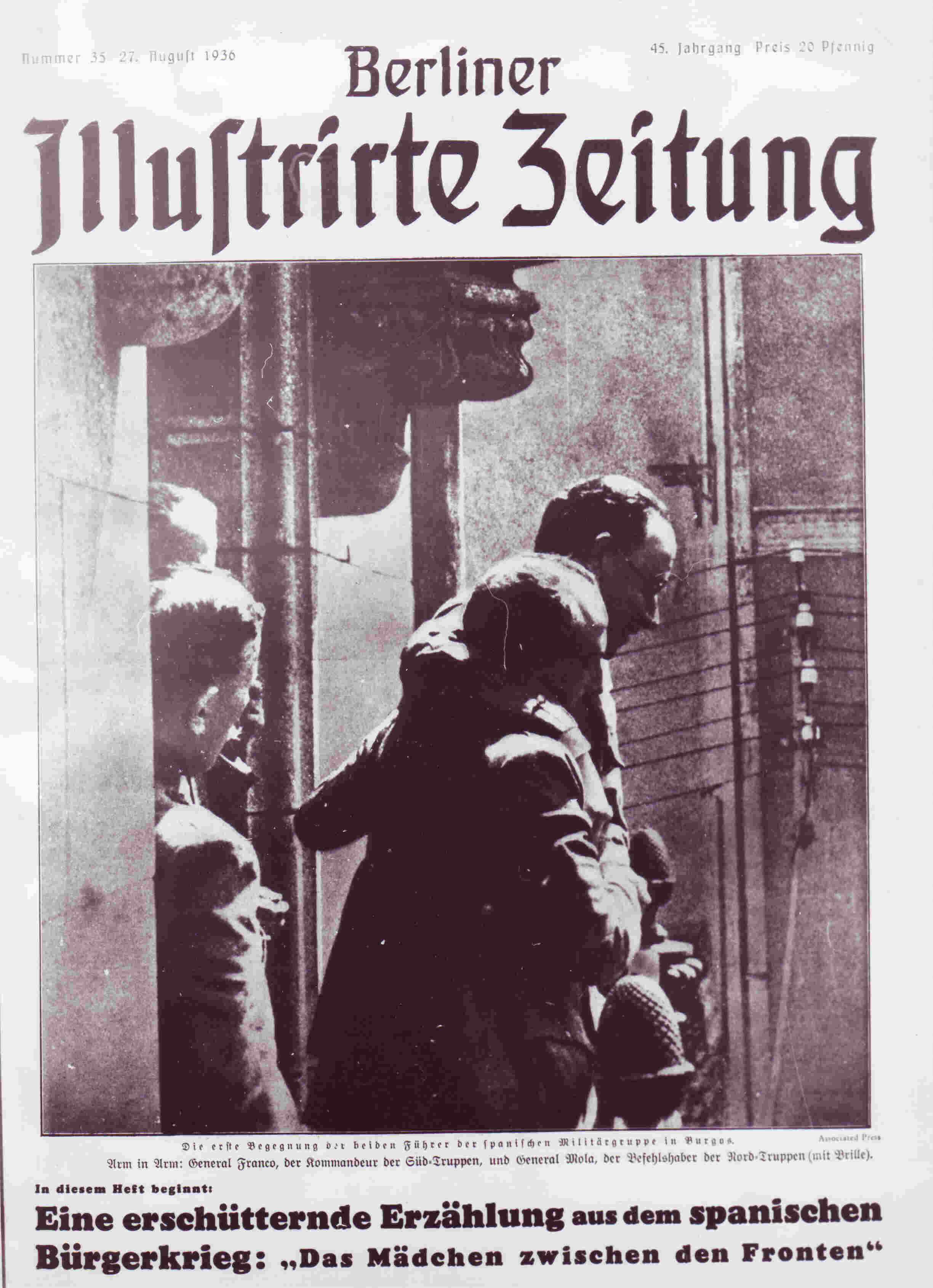
Мола разом із генералом Франко під час виступу в Бургосі 27 серпня 1936 року, публікація у німецькій газеті Berliner Illustrierte Zeitung. Мола — виділяється праворуч.

17 липня розпочався військовий заколот у Марокко. У ніч з 18 на 19 липня новопризначений прем'єр-міністр республіки Дієго Мартінес Барріо зателефонував Моле до Памплони та запропонував йому обійняти міністерську посаду для того, щоб припинити виступ. Мола відповів відмовою:
Народний фронт неспроможний забезпечити порядок. У вас є свої прихильники, а у мене свої. Якби ми уклали угоду, ми зрадили б й свої ідеали, й своїх людей. І нас обох варто було б лінчувати.
Під час придушення виступу у Барселоні 20 липня було вбито його брата, капітана Рамона Молу, активного прихильника націоналістів та учасника змови. У той самий час генералу Моле вдалося встановити контроль над значною частиною півночі країни. Він займався не лише військовими та організаційними питаннями, а й пропагандою, особисто виступаючи по радіо та різко критикуючи республіканців. Особливо сильним його нападкам піддавався президент Мануель Асанья, якого він звинувачував у діях, спрямованих на розвал армії (Асанья був міністром оборони, коли Мола був звільнений із збройних сил), називав чудовиськом та вимагав посадити до клітки.
Вже до 22 липня Північна армія Моли зайняла Стару Кастилію, проте спроба прорватися до Мадрида завершилася невдачею через брак сил та відсутність резервів. У серпні його війська розпочали новий наступ, який мав демонстраційний характер — він сковував сили республіканців, не дозволивши їм успішно діяти на інших ділянках фронту. У той же час на півночі він атакував формування басків, що воювали на боці республіканців, домагаючись успіхів з великими втратами. 3 вересня 1936 р. підпорядковані йому війська під командуванням полковника Альфонсо Беорлегі взяли місто Ірун, після чого баскські збройні сили були відрізані від французького кордону. 13 вересня був захоплений Сан-Себастьян — це стало не лише військовою, а й політичною перемогою.
30 вересня 1936 року Мола брав участь у нараді восьми провідних військових лідерів заколотників, на якій Франсіско Франко був обраний одноосібним військово-політичним вождем (каудильйо). Мола був серед двох генералів, які голосували проти Франко. У жовтні-листопаді 1936 року він керував штурмом Мадрида, обіцяючи взяти його до 7 листопада. При цьому йому належить відомий вислів про " п'яту колону ", яка підтримає зсередини наступ чотирьох військових колон націоналістів. Проте штурм Мадрида завершився невдачею, й до кінця листопада сторони перейшли до позиційної війни — лінія фронту проходила околицями міста.
Навесні 1937 Мола очолив новий наступ на півночі країни проти басків. В ході цього наступу союзна націоналістам німецька авіація 26 квітня зруйнувала стародавню баскську столицю Герніку, яка наступного дня була зайнята військами Моли. 19 червня націоналісти взяли столицю Біскайї Більбао, що стало вирішальним успіхом франкістів на цій ділянці фронту.

## Смерть
3 червня генерал Мола загинув в авіакатастрофі, прямуючи з Памплони на північний фронт. Складні стосунки між Франко та Молою стали причиною появи версії про причетність каудильйо до загибелі «Директора». На думку німецького посла в Іспанії генерала Вільгельма Фаупеля, Франко, «безперечно, відчув полегшення при звістці про смерть Моли»[джерело?]. Крім того, ще в липні 1936 року також в авіакатастрофі загинув ще один можливий суперник Франко, генерал Хосе Санхурхо. Проте жодних доказів цієї версії немає. Після закінчення війни Франко посмертно надав Моле титул герцога.
Адольф Гітлер після загибелі генерала заявив: «Загибель Моли стала трагедією Іспанії. Мола це справжній мозок, справжній вождь». Чилійський поет та активний прихильник іспанських республіканців Пабло Неруда назвав один зі своїх найрізкіших віршів «Мола в пеклі».

## Пам'ять

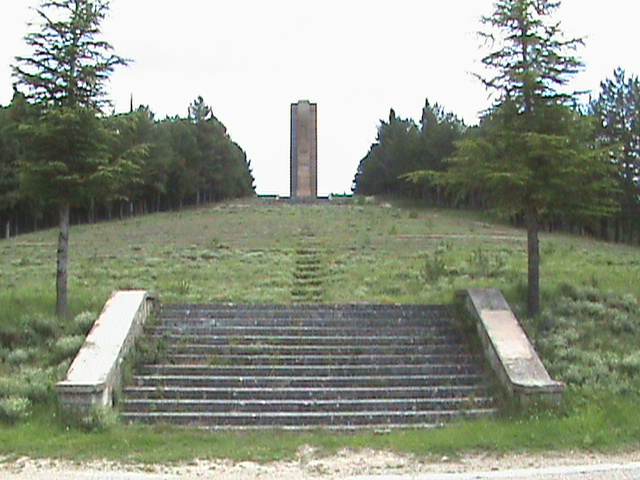
Пам'ятник генералу в Алькосеро-де-Мола.

У пам'ять про Моле був названий підводний човен «Генерал Мола» («General Mola»), переданий іспанським націоналістам їх італійськими союзниками (в Італії він називався «Торрічеллі»). Він перебував у строю до початку 1950-х років, коли був замінений підводним човном, збудованим в Іспанії.